# برانكو باور
برانكو باور (بالكرواتية: Branko Bauer)‏ هو مخرج كرواتي، ولد في 18 فبراير 1921 في دوبروفنيك في كرواتيا، وتوفي في 11 أبريل 2002 في زغرب في كرواتيا.

## وصلات خارجية
- برانكو باور على موقع IMDb (الإنجليزية)
- برانكو باور على موقع ألو سيني (الفرنسية)
- برانكو باور على موقع أول موفي (الإنجليزية)
- برانكو باور على موقع قاعدة بيانات الأفلام السويدية (السويدية)
- برانكو باور على موقع قاعدة بيانات الفيلم (الإنجليزية)
- برانكو باور على موقع كينوبويسك (الروسية)